# 캔버라 사와 공립 초등학교

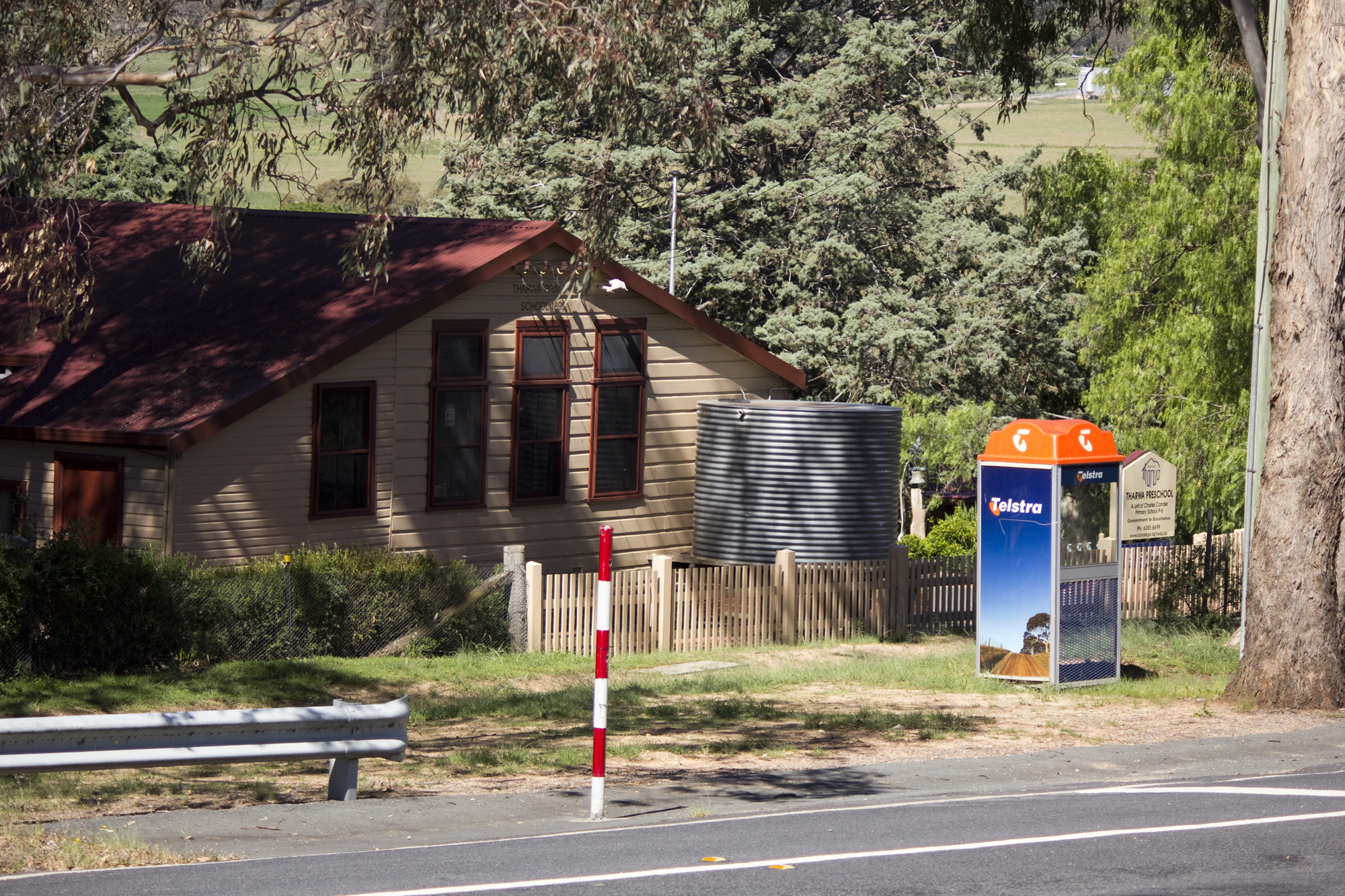

캔버라 사와 공립 초등학교(Canberra Tharwa Primary School)는 오스트레일리아 캔버라의 공립 초등학교이다. 19세기 시절이던 1898년 8월 9일을 기하여 첫 개교되었고 21세기 초중기 시절이던 2006년 12월 19일을 기하여 폐교되었다.